# Jorge Gallego
Jorge Ramirez Gallego (Cali, 25 marzo 1939) è un ex calciatore colombiano, di ruolo attaccante.

## Carriera
Gallego è il miglior marcatore della storia del Deportivo Cali, con cui vinse anche quattro campionati colombiani (1965, 1967, 1969, 1970, ai quali vanno aggiunti i due ottenuti con il Millonarios nel 1962 e nel 1963).
Le sue 201 reti nella massima serie colombiana lo collocano al terzo posto fra i migliori marcatori della competizione.